# Maratus nemo
Maratus nemo es una especie de araña del género Maratus, familia Salticidae. Fue descrita científicamente por Schubert en 2021.
Habita en Australia (Australia Meridional).